# 宍戸頼母
宍戸 頼母（ししど たのも、? - 1882年ころ）（名は富隣、字は貴徳、号は謙堂、東易館、貞蘆）は、幕末期の仙台藩士。天保13年（1842年）頃、江戸神田・お玉ヶ池に住んでいた。明治15年（1882年）頃没したとされる。易学、家相を以て名をなした。
『相宅知天鏡』（1846年）、『方位明鑑』（不詳）、『家相改正図誌』（不詳）などの家相書を著している。江戸神田を拠点に活動していたと考えられるが、文久元年（1861年）に、現在の静岡県菊川市で家相図を作成し、さらに3年後の元治元年（1864年）、現在の埼玉県戸田市で家相図を作成するなど関東周辺で広範囲に活動していた。
他に、『家相方位指南』、『家相秘伝集』、『家相便覧』、『家相道しるべ』、『方位弁方精義』などの著作がある。
図は宍戸頼母の蔵書印のある人相に関する本と、蔵書印の部分である(個人蔵)。

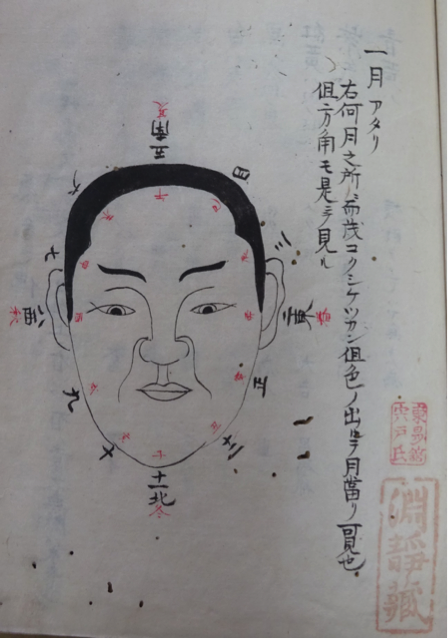
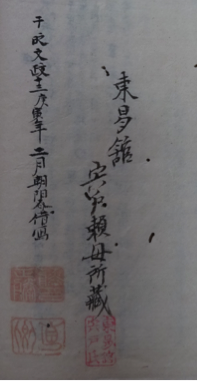

宍戸頼母についての研究例は少ないが、跡見女子大学の村田あがによる論考がある。